# Gran Premio Crédito Agrícola de la Costa Azul
El Gran Premio Crédito Agrícola de la Costa Azul (oficialmente: Grande Prémio Crédito Agrícola de la Costa Azul) fue una competición ciclista por etapas que se disputaba en Portugal. Sus primeras ediciones se disputaron a principios del mes de septiembre y en 2011 a finales del mes de marzo en las fechas del desaparecido Gran Premio de Portugal. 
Su primera edición se corrió en 2008 como competencia aficionada y en 2011 entró a formar parte del UCI Europe Tour, dentro de la categoría 2.2 (última categoría del profesionalismo). En 2012 se integró en la Vuelta al Alentejo bajo el nombre oficial de Volta ao Alentejo/Crédito Agrícola Costa Azul.
Su primera edición tuvo 4 etapas mientras que las siguientes han tenido 3 etapas.
La competencia fue organizada por Lagos Sports.

## Palmarés
En amarillo: ediciones amateur
| Año  | Ganador         | Segundo         | Tercero        |
| ---- | --------------- | --------------- | -------------- |
| 2008 | Javier Benítez  | Héctor Guerra   | Santi Pérez    |
| 2009 | Rui Costa       | Hugo Sabido     | Tiago Machado  |
| 2010 | Samuel Caldeira | Sergio Ribeira  | Bruno Saraiva  |
| 2011 | Filipe Cardoso  | Samuel Caldeira | Jon Aberasturi |

## Palmarés por países
| País     | Victorias |
| -------- | --------- |
| Portugal | 3         |
| España   | 1         |